# Sysco
Sysco Corporation — американская компания, занимающаяся оптовой торговлей продуктами питания и сопутствующими товарами. Обслуживает около 700 тыс. заведений общественного питания, включая рестораны, учебные и медицинские учреждения, отели и фабричные столовые. Компания была основана в 1969 году, штаб-квартира расположена в Хьюстоне (штат Техас, США).

## История
Sysco (сокращение от Systems and Services Company) образовалась в 1969 году в результате объединения 9 компаний по доставке продуктов питания; 4 из них базировались в Техасе, по одной во Флориде, Кентукки, Цинциннати, Нью-Йорке и Мичигане. Общий оборот этих компаний составлял 119 млн долларов. В 1970 году Sysco разместила свои акции на Нью-Йоркской фондовой бирже. В последующие годы компания быстро росла за счёт поглощения других дистрибьюторов продуктов. К 1976 году география деятельности охватывала все штаты США, к 1979 году выручка достигла 1 млрд долларов, а в 1981 году стала крупнейшей компанией США в своей сфере. В 1988 году за 750 млн долларов была куплена конкурирующая компания CFS Continental, в результате Sysco стала работать в 148 из 150 крупнейших городов США. К концу 1980-х годов оборот достиг 6,85 млрд долларов, вдвое больше чем у ближайшего конкурента.
В 1991 году была создана SYGMA Network, дочерняя компания по обслуживанию заведений фаст-фуда. В 1996 году компания вышла на рынок Канады. Во второй половине 1990-х годов Sysco сократила количество поглощений, начав расти за счёт открытия новых дистрибуционных центров в отдалённых регионах. В 2000 году была куплена компания по оптовой торговле сельскохозяйственной продукцией FreshPoint Holdings. Операции в Канаде были расширены в 2002 году покупкой Serca Foodservice. В 2004 году была куплена International Food Group; эта группа базировалась во Флориде и поставляла продукты сетям ресторанов быстрого обслуживания в Латинской Америке, Карибском регионе, Европе и Азии. Присутствие в Европе было расширено в 2009 году покупкой ирландской компании Pallas Foods.

## Деятельность
Подразделения по состоянию на 2022 год:
- U.S. Foodservice Operations — доставка заведениям общественного питания в США продуктов питания, импорт пищевых продуктов; 71 % выручки.
- International Foodservice Operations — дистрибуция продуктов питания в других странах (Канада, Мексика, Багамские острова, Коста-Рика, Панама, Великобритания, Франция, Ирландия и Швеция); 17 % выручки.
- SYGMA — обеспечение продуктами питания сетей ресторанов быстрого обслуживания; 10 % выручки.
- Прочее — снабжение отелей и другая деятельность; 2 % выручки.

Основные категории доставляемых товаров: свежее и замороженное мясо (19 % продаж), консервы и бакалейные товары (17 %), замороженные фрукты, овощи и полуфабрикаты (14 %), птица и яйца (11 %), молокопродукты (10 %), свежие фрукты и овощи (8 %), салфетки и одноразовая посуда (7 %), морепродукты (5 %), напитки (3 %), прочее (посуда, моющие средства, кухонное оборудование, 6 %). Основными клиентами являются рестораны (более 60 % выручки).
По состоянию на 2022 год компании принадлежало 333 дистрибуционных центра, из них 190 в США, 50 в Великобритании, 40 во Франции, 30 в Канаде, 7 в Швеции, по 6 в Ирландии и Мексике, по одному в Бельгии, Панаме, Коста-Рике и Багамах. Автопарк насчитывал около 15 тыс. единиц техники.
В списке крупнейших публичных компаний в мире Forbes Global 2000 за 2022 год Sysco заняла 596-е место. В списке крупнейших компаний США по размеру выручки Fortune 500 заняла 70-е место.